# Полота (річка)
Полота (біл. Палата) — річка в Невельському районі Псковської області Росії і Полоцькому районі Білорусі, права притока Західної Двіни. Довжина річки — 93 км, з них в межах Білорусі — 86 км, площа водозбірного басейну — 651 км², в межах Білорусі — 470 км². Середньорічна витрата води в гирлі 4,8 м³/с. Середній нахил водної поверхні 0,5 ‰.
Основні притоки праворуч: Люта і Страдань. Притоки зліва: Тросниця і Чертовка.

## Географія
Витікає з озера Колпіно за 1,4 км на північний схід від села Колпіно Невельського району (в межах Городоцької височини), протікає через озеро Неклач (Росія), по Полоцькій низовині (у верхів'ї — через лісові масиви) та озеро Ізмок. Гирло знаходиться в межах Полоцька. Найвищий рівень водопілля на початку квітня, середня висота над рівнем 4 м, найбільша 5 м (1931). Замерзає в першій декаді грудня, льодохід на початку квітня. Весняний льодохід зазвичай триває 4 доби.
Долина трапецієподібна, шириною 100—400 м. Заплава двостороння, в пониззі місцями відсутня (ширина 150—300 м). Русло сильно звивисте, на окремих ділянках у верхній і середній течії протягом 14,2 км каналізоване: його ширина 5-10 м, нижче впадіння річки Люта місцями до 30 м.

## Назва
Назва походить від балтійської основи pal, palt, пор. лит. pala («болото»), palios («заболочене озеро»), латис. palts, palte («калюжа, дощовий потік»).